# 浜島 (沖縄県)
浜島（はまじま、はましま）は、八重山列島にある小島である。竹富島と小浜島及び嘉弥真島との間に位置する。ハマ島とも表記される。

## 地形

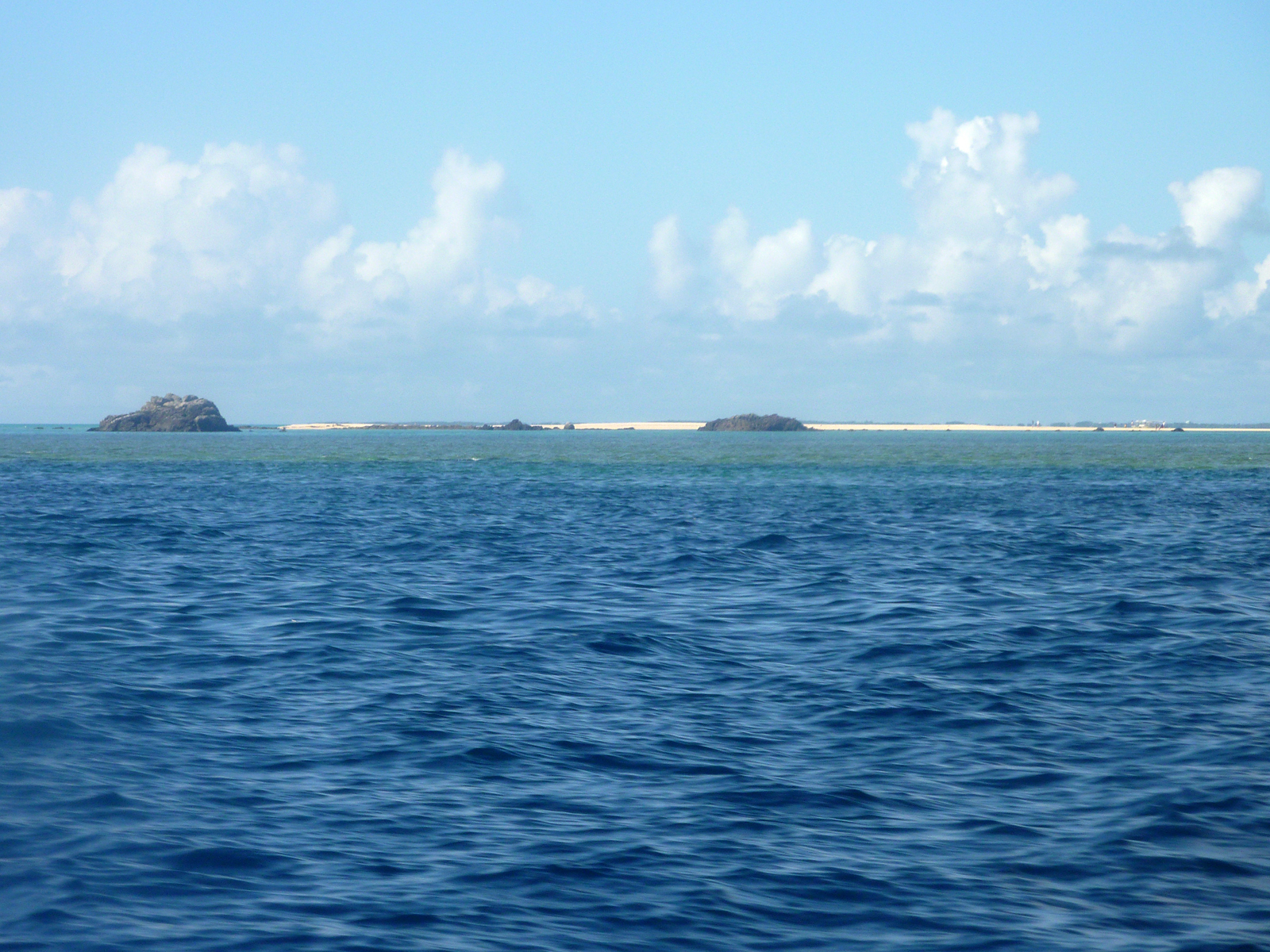
浜島。岩場から砂州が延びる。

石垣島と西表島のほぼ中間で、竹富島からは西北西、小浜島からは東北東、嘉弥間島から東方向に位置する小島である。
南北方向に細長い岩場から成っており、岩場からは西側に砂州が延びている。この砂州は潮の干満で面積や形状を大きく変え、最も潮が引いたときには周囲500mほどの三日月形になる。一方、満潮時には面積が小さくなることから、「幻の島」と呼ばれる。ただし、岩場は常に海面上にある水上岩であり、同じく八重山列島にありサンゴの礫のみからなるバラス島が国土地理院発行の地形図に掲載されていないのに対して、浜島は掲載されている。
岩場の北側にはいくつかの岩礁があり、最も北にあるものはウンドーヤーの大岩と呼ばれる。

## 自然
岩場ではマミジロアジサシの繁殖が確認されている。
また、石西礁湖に位置する小浜島から嘉弥真島や浜島にかけての海底にはサンゴが広く分布しており、小浜島から嘉弥真島や浜島を経て竹富島までの北側の海域は、「竹富島タキドゥングチ・石西礁湖北礁・ヨナラ水道海域公園地区」として西表石垣国立公園の海域公園地区に指定されている。

## 歴史

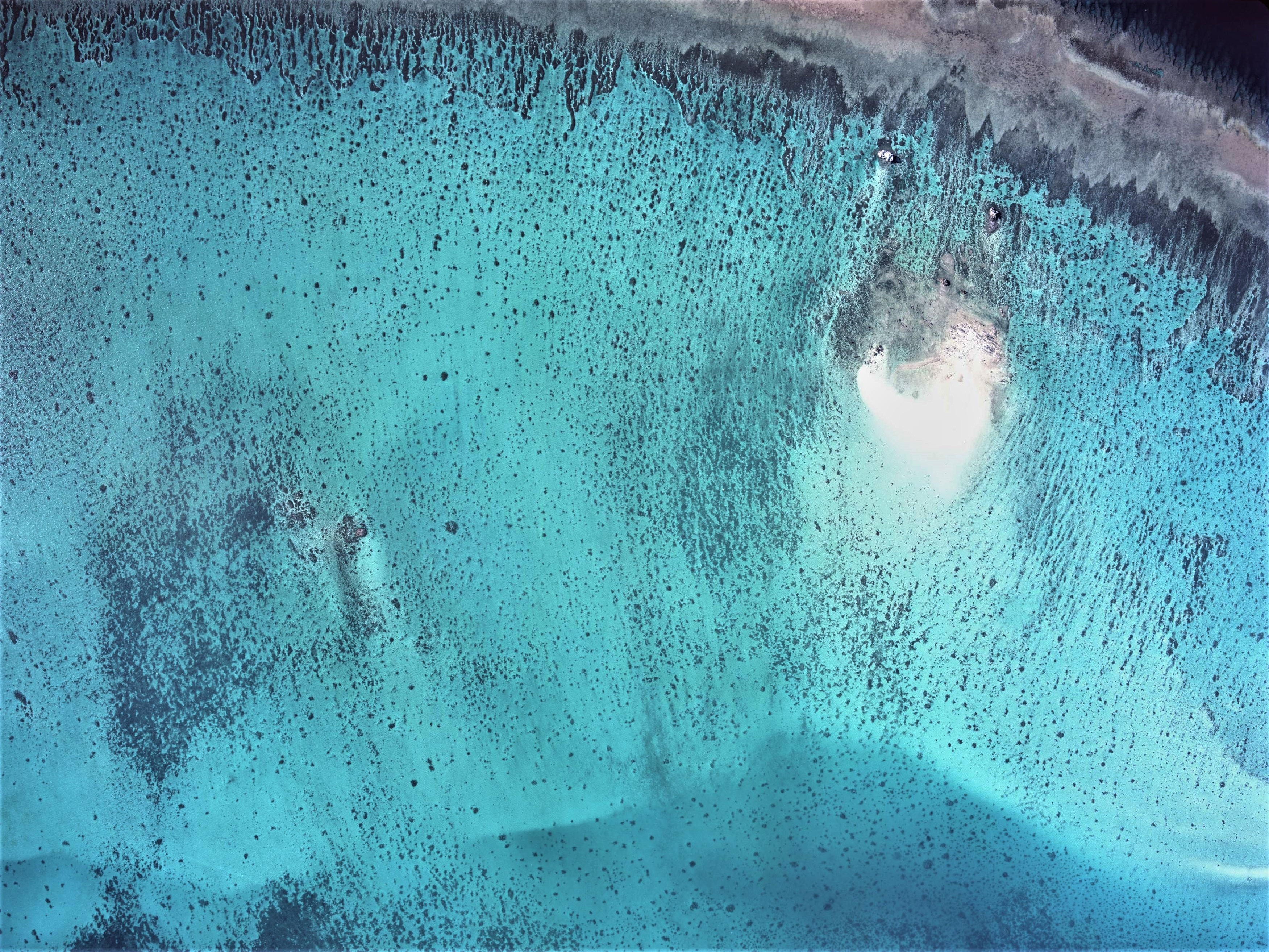
1995年7月16日撮影。画像右上方の砂州周辺が浜島。近年とは砂州の形状が異なる。

1889年から1903年にかけて行われた土地整理事業の際に、小浜島の小字のひとつとして「濱島」という小字名が設定された。
1952年に言語学者の宮良當壯が西表島からの帰途にこの島の近くを通りかかった。当時、島は2つに分かれており、宮良は大きい方を新宇琉島（にいうるしま）、小さい方を若女島（わかなしま）と名付け、後日、上陸して木標を立てた。新宇琉島は東西37m、南北140m、周囲約700mで、アダン、ハマユウ、ハマヒルガオ等の植物が見られたという。

## 観光
ダイビングやスノーケリングのスポットとして知られている。また、浜島の東約数百mには「浜島東」と呼ばれるスノーケリングのポイントがある。
定期航路はないが、旅行会社などにより石垣島、竹富島、小浜島からツアーが催行されている。船での所要時間は、石垣島から約20分、小浜島から約15分。